# 조용한 가족
《조용한 가족》(영어: The Quiet Family)은 1998년에 개봉된 대한민국의 블랙코미디 공포 영화로, 김지운 감독의 장편 데뷔작이다. 한 가족의 오두막에 다녀가는 손님마다 죽게 되는데, 이를 풀어나간다. 주요 캐스팅은 최민식과 송강호이다.
일본에서는 타카시 미키 감독이 메가폰을 잡아 《카타쿠리스의 행복》이라는 이름으로 리메이크되었다.

## 줄거리
한 확대 가족이 산에 위치한 변환로의 등산객을 위한  오두막으로 이사한 후 손님이 다녀 갈 때마다 겪는 불미스러운 사건들을 다루고 있다. 확대 가족은 중년의 아버지 강대구(박인환), 어머니 정순임(나문희), 강대구의 동생 강찬구(최민식) 및 그들의 자녀 강영민(송강호), 강미수(이윤성), 강미나(고호경)으로 구성되어 있다.
첫번째 손님인 한 등산객은 객실과 맥주 세 캔을 달라고 한다. 그는 밤 동안 날카롭게 간 키홀더로 자기 자신을 찔러 죽이고, 다음날 아침 시신이 발견된다. 자살이라고 해봤자 믿을 사람이 아무도 없을 거라고 확신한 강대구는 시신을 숲속에 묻어버린다. 그 후 숙박한 젊은 커플 한 쌍 또한 다음 날 시신으로 발견된다. 잠시 음료를 마시기 위해 들른 청년 두 명 중 한 명이 미수를 좋아하게 되는데, 이후 순간 그녀를 강간하려 하지만 영민이 미수를 구해주는데, 그러다가 그 남자를 절벽에서 밀쳐 죽게 해버린다. 죽은 남자의 친구가 신고를 할까봐 걱정하는 가족은, 남은 남자를 잡아둔다.
이후, 가족에게 집을 준 미스터파크는 그가 상속의 유일한 후계자가 될 수 있도록 하기 위해 그의 여동생(사생아)이 로지에서 묵을 때를 노려 가족에게 청부 살인을 부탁한다. 그 계획에 대해 미리 듣지 못했던 강창구(삼촌)는 여동생이 불안에 떨자 폭행 치사를 눈치 채고 여동생을 서울로 돌려보낸다. 이후 이를 모르는 여동생의 살인 청부업자는 마침 그때 잠복하고 있던 경찰을 목표물로 착각하고 살인하게 되면서 계획이 점점 산으로 가게 된다. 게다가 이 살인 청부업자는 그를 의심스러워하는 강영민에 의해 죽게 된다.
심한 폭풍우가 내리면서 묻었던 시체들이 모두 보이게 되어, 결국 가족은 시체들을 소각하게 된다. 삼촌이 서울에서의 여행을 끝내고 돌아왔을 때, 미스터파크의 음모를 그대로 진행하려 했던 강대구에게 화를 낸다. 계속되는 싸움 중 강대구에게 무의미한 구타를 당하던 삼촌을, 강영민이 구해주지만 그러다가 발을 헛디뎌 병원에 실려 가게 된다. 수감되어 있던 마을 청년은 탈출을 시도하다가 밧줄이 나무에 뒤얽혀 갇히게 된다.
곧 그의 여동생이 계획대로 살해되었는지 확인하기 위해 예고 없이 들른 미스터파크는 강대구와 정순례가 살인 청부업자가 아닌 잠복 경찰의 시체를 옮기고 있는 것을 보고 매우 놀란다. 미스터파크는 무슨 일이 일어난 건지 알아보려 하지도 않고 도망치려다가 계단에서 넘어져 죽게 된다.
정순례는 강대구와 함께 시체를 쌓아 휘발유를 부은 창고와 로지의 불을 껐다 켰다를 반복한다. 미나는 TV를 보기 위해 삼촌에게 전기를 켜달라고 하는데, 실수로 c창고의 소켓에서 불꽃이 일고 시체더미에 불이 붙게 되는데, 이 때 부부는 불에서 빠져나오지 못한다. 한편, 강영민은 병원에서 뇌진탕 치료를 받는 중이다.
이후 강창구, 강영민, 강미수, 강미나는 저녁 준비를 하는데 창고의 화재에서 살아남은 부모는 붕대를 감고 등장한다. 그들은 모두 아무 말 없이 식사를 시작하는데, 누군가가 문을 두드린다. 모두가 문을 열지 못하고 가만히 서있을 때 개가 짖기 시작한다. 가족은 모두 개를 조용히 시킨다. 이렇게 가족은 조용한 가족이 되었다.
겨울, 미나가 로지 밖에서 복잡한 표정으로 로지를 바라보며 The Partridge Family의 "I Think I Love You".가 틀어져 나오면서 영화는 끝이 난다.

## 출연

### 주연
- 박인환 : 강대구
- 나문희 : 정순임
- 최민식 : 강찬구
- 송강호 : 강영민
- 이윤성 : 강미수
- 고호경 : 강미나

## 기타
- 제작실장: 황재우
- 제작부장: 이우정
- 제작지원: 김위진
- 제작지원: 이정애
- 제작회계: 이승희
- 제작투자: 김승범
- 감독/각본: 김지운
- 촬영부: 김기태
- 조명: 박현원
- 촬영: 정광석
- 스크립터: 김혜숙
- 조감독: 박대영
- 조감독: 김상우
- 조감독: 이소영
- 조감독: 이안규
- 동시녹음: 한철희
- 음향: 김석원
- 음향효과: 이성진
- 편집: 고임표
- 미술: 오상만
- 특수분장: 신재호
- 특수효과: 정도안
- 분장: 김구옥
- 분장: 손삼주
- 의상: 최영기
- 홍보: 심재명
- 홍보: 심보경
- 홍보: 김동주